# Zlatan Muslimović
Zlatan Muslimović (* 6. März 1981 in Banja Luka) ist ein ehemaliger bosnisch-herzegowinischer Fußballspieler. Er spielte auf der Position des Stürmers.

## Verein
Muslimović begann seine Karriere beim schwedischen Traditionsverein IFK Göteborg, ehe er zur Saison 1999/00 zum italienischen Serie A Verein Udinese Calcio wechselte. Hier konnte er sich nicht nachhaltig durchsetzen, weshalb er nach zwei relativ enttäuschenden Saisons, erst an AC Perugia und später AC Pistoiese ausgeliehen wurde. Jedoch kam er auch hier kaum zum Einsatz. Von 2002 bis 2003 spielte er leihweise für Ascoli Calcio in der Serie B, am Ende der Saison wechselte Muslimović erneut auf Leihbasis, diesmal zum drittklassigen Verein Padova Calcio, wo er erstmals in Italien zur Stammformation gehörte, dies gelang ihm auch in der Folgesaison bei Rimini Calcio, dabei wurde er mit 15 Toren, Torschützenkönig der Serie C1/A. Weshalb ihn sein nächstes Leih-Engagement zum Serie-A-Verein FC Messina führte, wo er regelmäßig zum Einsatz kam und seine ersten Tore in der Serie A erzielen konnte. Zur Spielzeit 2006/07 wurde der Bosnier von Udinese Calcio an den Ligakonkurrenten FC Parma ausgeliehen, ein Jahr später wechselte er für eine halbe Million Euro zu Atalanta Bergamo. Im Juli 2008 unterschrieb er einen Dreijahresvertrag beim griechischen Erstligisten PAOK Thessaloniki. 2012 wechselte Zlatan Muslimović in die Chinese Super League zu Guizhou Renhe.

## Nationalmannschaft
Er hat bereits einige Spiele für das bosnische U-21 Team bestritten und hat sich definitiv für die Bosnisch-herzegowinische Fußballnationalmannschaft (und damit gegen Schweden) entschieden. Am 2. September 2006 netzte er in der EM-Qualifikation gegen Malta zwei Mal ein. Am 24. März 2007 schoss Muslimovic den 2:0-Führungstreffer für Bosnien im sehr wichtigen EM-Qualifikationsspiel gegen die Nationalmannschaft von Norwegen. Am 2. Juni 2007 erzielte Zlatan Muslimovic den Ausgleich (1:1) im Spiel Bosnien-Herzegowina gegen die Türkei. Das Spiel endete 3:2 für die bosnischen Hausherren und Muslimovic zählte zu den wichtigsten Leistungsträgern für Bosnien in diesem emotionalen Duell. Nach 16 Länderspielen hat der Stürmer bereits 12 Tore erzielt.

## Erfolge
- 1 × Torschützenkönig in der Serie C1 mit Rimini Calcio in der Saison 2004/05